# Izydorów
Izydorów [pronunciación en polaco: /izɨˈdɔruf/] es un pueblo ubicado en el distrito administrativo de Gmina Widawa, dentro del Distrito de Łask, Voivodato de Łódź, en Polonia central. Se encuentra aproximadamente a 6 kilómetros al oeste de Widawa, a 24 kilómetros al suroeste de Łask, y a 56 kilómetros al suroeste de la capital regional Łódź.